# Halterofilia en los Juegos Olímpicos de Londres 2012 – Menos de 58 kg femenino
El evento de menos de 58 kg femenino de halterofilia en los Juegos Olímpicos de Londres 2012 tuvo lugar el 30 de julio en el Centro de Exposiciones ExCeL.

## Horario
Todos los horarios están en Tiempo Británico (UTC+1)
| Fecha               | Tiempo | Ronda   |
| ------------------- | ------ | ------- |
| 30 de julio de 2012 | 12:30  | Grupo A |
| 30 de julio de 2012 | 15:30  | Grupo B |

## Resultados
| Rank              | Atleta                   | Grupo | Peso corporal | Arrebato (kg) | Arrebato (kg) | Arrebato (kg) | Arrebato (kg) | Tirón (kg) | Tirón (kg) | Tirón (kg) | Tirón (kg) | Total |
| Rank              | Atleta                   | Grupo | Peso corporal | 1             | 2             | 3             | Resultado     | 1          | 2          | 3          | Resultado  | Total |
| ----------------- | ------------------------ | ----- | ------------- | ------------- | ------------- | ------------- | ------------- | ---------- | ---------- | ---------- | ---------- | ----- |
| Medalla de oro    | Li Xueying (CHN)         | A     | 57.98         | 105           | 105           | 108           | 108           | 133        | 138        | 144        | 138        | 246   |
| Medalla de plata  | Pimsiri Sirikaew (THA)   | A     | 57.76         | 100           | 103           | 103           | 100           | 131        | 136        | 140        | 136        | 236   |
| Medalla de bronce | Yuliya Kalina (UKR)      | A     | 57.60         | 101           | 104           | 106           | 106           | 123        | 127        | 129        | 129        | 235   |
| 4                 | Rattikan Gulnoi (THA)    | A     | 57.71         | 98            | 100           | 100           | 100           | 130        | 134        | 136        | 134        | 234   |
| 5                 | Boyanka Kostova (AZE)    | A     | 56.93         | 100           | 103           | 105           | 105           | 124        | 124        | 128        | 128        | 233   |
| 6                 | Jong Chun-Mi (PRK)       | A     | 57.63         | 101           | 103           | 103           | 101           | 130        | 134        | 134        | 130        | 231   |
| 7                 | Nastassia Novikava (BLR) | A     | 57.94         | 103           | 106           | 108           | 103           | 127        | 127        | 133        | 127        | 230   |
| 8                 | Kuo Hsing-chun (TPE)     | A     | 56.95         | 99            | 101           | 102           | 99            | 129        | 133        | 133        | 129        | 228   |
| 9                 | Alexandra Escobar (ECU)  | B     | 57.48         | 100           | 100           | 103           | 103           | 123        | 127        | 127        | 123        | 226   |
| 10                | Jackelina Heredia (COL)  | A     | 57.86         | 98            | 100           | 101           | 100           | 125        | 125        | 125        | 125        | 225   |
| 11                | Romela Begaj (ALB)       | A     | 57.94         | 101           | 105           | 105           | 101           | 115        | 121        | 121        | 115        | 216   |
| 12                | Zoe Smith (GBR)          | B     | 57.97         | 90            | 93            | 93            | 90            | 116        | 121        | 121        | 121        | 211   |
| 13                | Christin Ulrich (GER)    | B     | 57.40         | 88            | 91            | 93            | 93            | 110        | 114        | 116        | 114        | 207   |
| 14                | Yang Eun-Hye (KOR)       | B     | 57.93         | 83            | 87            | 87            | 87            | 108        | 113        | 116        | 113        | 200   |
| 15                | Bediha Tunadağı (TUR)    | B     | 57.34         | 84            | 87            | 87            | 87            | 103        | 107        | 107        | 107        | 194   |
| 16                | Annie Moniqui (CAN)      | B     | 57.91         | 85            | 85            | 88            | 85            | 105        | 105        | 105        | 105        | 190   |
| 17                | Jenly Tegu Wini (SOL)    | B     | 57.43         | 65            | 69            | 69            | 65            | 90         | 93         | 95         | 95         | 160   |
| —                 | Hidilyn Diaz (PHI)       | B     | 57.70         | 92            | 97            | 97            | 97            | 118        | 118        | 118        | —          | —     |
| —                 | Lina Rivas (COL)         | A     | 57.73         | 100           | 103           | 103           | 103           | 120        | 120        | 120        | —          | —     |

## Nuevos récords
| Arrebato | 108 kg | Li Xueying (CHN) | RO |
| Total    | 246 kg | Li Xueying (CHN) | RO |